# Le Chemin (film)
Pour les articles homonymes, voir Le chemin.
Pour plus de détails, voir Fiche technique et Distribution.
Le Chemin est un film dramatique franco-cambodgien réalisé par Jeanne Labrune, sorti en 2017.

## Fiche technique
- Titre original : Le Chemin
- Réalisation : Jeanne Labrune
- Scénario : Jeanne Labrune, d'après le roman de Michel Huriet
- Décors :
- Costumes : Edith Vesperini
- Photographie : Jeanne Labrune et Prum Mesa
- Montage : Anja Lüdcke
- Musique : Pierre Choukroun
- Producteur : Catherine Dussart
  - Coproducteur : Rithy Panh
- Production : CDP
  - Coproduction : Bobphana Production, France 3 Cinéma et Film Factory
- Distribution : Épicentre Films
- Pays d’origine :  France et  Cambodge
- Format : couleur
- Genre : drame
- Durée : 91 minutes
- Dates de sortie :
  - France : 6 septembre 2017

## Distribution
- Agathe Bonitzer : Camille
- Randal Douc : Sambath
- Somany Na : Sorya
- Agnès Sénémaud : la mère supérieure
- Reap Chum : le médecin
- Nhorgn Ty : l'accompagnateur de Camille